# Pereionotus alaniphlias
Pereionotus alaniphlias är en kräftdjursart som först beskrevs av J. L. Barnard 1970.  Pereionotus alaniphlias ingår i släktet Pereionotus och familjen Phliantidae. Inga underarter finns listade i Catalogue of Life.